# Murilo de Almeida
Murilo de Almeida (Presidente Prudente, 1989. január 21. –) kelet-timori válogatott labdarúgó.

## Nemzeti válogatott
A kelet-timori válogatottban 7 mérkőzést játszott.

## Statisztika
| Kelet-timori válogatott | Kelet-timori válogatott | Kelet-timori válogatott |
| Időszak                 | Mérk.                   | gól                     |
| ----------------------- | ----------------------- | ----------------------- |
| 2012                    | 3                       | 3                       |
| 2013                    | 0                       | 0                       |
| 2014                    | 4                       | 3                       |
| Összesen                | 7                       | 6                       |